# Laje (Moraña)
Laje (oficialmente San Martiño de Laxe) es una parroquia española del municipio de Moraña, perteneciente a la provincia de Pontevedra, en la comunidad autónoma de Galicia.

## Toponimia
El lugar puede aparecer referido como «Laje», «Lage» «Laxe», «San Martiño de Laxe» y «San Martín de Lage».

## Historia
Hacia mediados del siglo XIX, el lugar, por entonces referido como una feligresía, tenía contabilizada una población de 650 habitantes. Aparece descrito en el décimo volumen del Diccionario geográfico-estadístico-histórico de España y sus posesiones de Ultramar de Pascual Madoz con las siguientes palabras:

LAGE (San Martin de): felig. en la prov. de Pontevedra (3 leg.), dióc. de Santiago (5), part. jud. de Caldas de Reyes, (1), ayunt. de Moraña (1/4), sit. á las inmediaciones del r. Umia, en terreno quebrado; la combaten los vientos N. y S. El clima es bueno, y las enfermedades comunes fiebres estacionales y algunas pulmonías. Tiene 200 casas, distribuidas en los l. de Casal, Chayan de Arriba, Coules, Entrambos-rios, Fonteula, Pepa Grande y Querjizo, con varias fuentes en la pobl. y en el térm. para surtido de los vec. La igl. parr. (San Martin) está servida por 1 cura de provision ordinaria en concurso. Confina el térm. N., felig. de Baños; E. Cequeril; S. Lamas, y O. Moraña. Corre de E. á O. el espresado r. Umia, el cual baña esta felig. por la parte del N., dividiendola de las de Baños y Arca. El terreno es montuoso y de mediana calidad: comprende parte de la montaña llamada Zoo, poblada de tojo; hay algunos prados artificiales y bastante arbolado. Los Caminos son vecinales y el correo se recibe en la cap. del part. por los mismo interesados, 3 veces á la semana. prod.: maiz, centeno, algun trigo, patatas, vino y frutas; se cria ganado vacuno y lanar; hay caza de perdices, chochas, liebres y conejos; y pesca de truchas y anguilas. ind.: la agrícola, cantería, arriería y 16 molinos harineros, que solo trabajan una parte del año. pobl.: 200 vec., 650 alm. contr. con su ayunt. (V.)
(Madoz, 1847, pp. 20-21)

En 2022, tenía empadronados 342 habitantes.

## Patrimonio
Hay en la parroquia una iglesia de San Martín.